# どーでもいいけど
『どーでもいいけど』は、秋月りすによる日本の4コマ漫画作品。朝日新聞土曜夕刊の「ウィークエンド経済」の特集ページに、1992年4月から2001年3月まで連載されていた。本としては2003年に竹書房から発行され、4コマ漫画が373本収録されている。副題は【不景気な暮らしの手帖】。

## 内容
その時折の、社会情勢、ニュース、トピックス等を描いた時事もの4コマ漫画。単行本は、年度ごとに漫画がまとめられている。また、漫画以外にも年ごとの主なニュースや、キーワード、ヒットした曲、売れた本についてまとめたページがあり、時代背景や元ネタをふまえて読むことができる。

## コミック
- バンブーコミックス　どーでもいいけど【不景気な暮らしの手帖】2003年11月17日第1刷、ISBN 978-4812458853。